# 高渠乡 (三原县)
高渠乡是中国陕西省咸阳市三原县下辖的一个乡。

## 行政区划
高渠乡下辖以下行政区：
西鉴村、西秦村、申家村、丁留村、罗李村、八里焦村、周肖村、河槽村、和平村、汤官村